# Petroicinae
A Petroicinae a madarak osztályának verébalakúak (Passeriformes) rendjébe és a cinegelégykapó-félék (Petroicidae) családjába tartozó alcsalád.
Egyes rendszerezések nem használják az alcsaládokat.

## Rendszerezés
Az alcsaládba 5 nem és 22 faj tartozik:
- Pachycephalopsis  (Salvadori, 1879) – 2 faj 
  - Pachycephalopsis hattamensis
  - Pachycephalopsis poliosoma

- Eugerygone  (Finsch, 1901) – 1 faj 
  - Eugerygone rubra

- Petroica  (Swainson, 1829) – 12 faj 
  - Petroica australis
  - Petroica longipes
  - skarlátbegyű cinegelégykapó (Petroica multicolor)
  - Petroica boodang
  - pirossapkás cinegelégykapó (Petroica goodenovii)
  - tüzesbegyű cinegelégykapó (Petroica phoenicea)
  - fekete cinegelégykapó (Petroica traversi)
  - tarka cinegelégykapó (Petroica macrocephala)
  - Petroica rosea
  - Petroica rodinogaster
  - Petroica archboldi
  - alpesi cinegelégykapó (Petroica bivittata)

- Microeca  (Gould, 1841) – 6 faj 
  - halvány cinegelégykapó (Microeca fascinans)
  - Microeca hemixantha
  - citromhasú légykapó (Microeca flavigaster)
  - Microeca griseoceps
  - zöldhátú cinegelégykapó (Microeca flavovirescens)
  - Microeca papuana

- Monachella (Salvadori, 1874) – 1 faj 
  - zuhatagi cinegelégykapó (Monachella muelleriana)